# Buddy's Day Out
Pour plus de détails, voir Fiche technique et Distribution.
Buddy's Day Out est un dessin animé américain réalisé par Tom Palmer, produit par la Warner Bros. Pictures, dans la série des Buddy (Looney Tunes), sorti en 1933.
Il a été réalisé par Tom Palmer et produit par Leon Schlesinger est crédité comme producteur associé.

## Fiche technique
- Titre original : Buddy's Day Out
- Réalisation : Tom Palmer
- Producteurs : Leon Schlesinger
- Musique : Norman Spencer et Bernard Brown
- Production : Leon Schlesinger Studios
- Distribution : Warner Bros. Pictures
- Format : noir et blanc - mono
- Langue : anglais
- Pays : États-Unis
- Genre : Dessin-animé
- Durée : 7 minutes
- Date de sortie : USA : 9 septembre 1933
- Licence : Domaine public[1]